# Хомский, Павел Осипович
Павел Осипович Хо́мский (30 марта 1925, Москва — 6 сентября 2016, там же) — советский и российский театральный режиссёр, главный режиссёр (1985—2016) и художественный руководитель Театра имени Моссовета (2000—2016). Народный артист РСФСР (16.10.1980). Профессор Российской академии театрального искусства.

## Биография
Павел Осипович Хомский родился 30 марта 1925 года в Москве в семье юристов — юрисконсульта в наркомате лесной и бумажной промышленности Осипа Павловича Хомского (1892—1952) и народного судьи Берты Исидоровны Хомской (урождённой Певзнер, 1895—1986). Брат кинорежиссёра Исидора Хомского. Внучатый племянник (по материнской линии) режиссёра А. М. Грановского (основателя Московского государственного еврейского театра), кинорежиссёра и сценариста Б. М. Ингстера и народной артистки Украинской ССР Е. Э. Азарх (по сцене Опаловой).
Поступил на актёрский факультет в ЛГИТМиК, но не закончил обучения и в 1943 году со второго курса института ушёл в армию. Сначала попал в военное училище, а потом в армейский театр, в котором прослужил почти два года. В 1945 году поступил в студию при Оперно-драматическом театре имени К. С. Станиславского. В 1947 году окончил студию, став режиссёром драмы. Начиная с 1948 года в качестве актёра и режиссёра служил в Рижском театре русской драмы. В 1951 году стал режиссёром Рижского ТЮЗа, в 1956 году был назначен главным режиссёром театра. Одновременно с 1953 по 1958 год учился на театроведческом факультете ГИТИСа.
С 1959 года работал в Русском театре в Риге; в 1961—1965 годах был главным режиссёром Ленинградского театра им. Ленинского комсомола; в 1965 году получил новое назначение — в Московский театр юного зрителя, который возглавлял до 1973 года, заставив Москву говорить о ТЮЗе. Хомский поставил в театре 16 спектаклей, одним из самых знаменитых стал «Мой брат играет на кларнете» по пьесе Анатолия Алексина; в 1971 году вместе с братом, кинорежиссёром Исидором Хомским, он снял по этой пьесе фильм «Сестра музыканта», который получил приз за режиссуру на кинофестивале в Карловых Варах (Чехословакия).
С 1969 года преподавал в ГИТИСе (РИТИ), был художественным руководителем актёрских курсов, руководил стажировкой режиссёров при Театре им. Моссовета и в Академии переподготовки работников искусства, культуры и туризма (АПРИКТ). Среди его учеников много известных актёров и режиссёров: Ольга Остроумова, Александр Абдулов, Станислав Садальский, Дмитрий Бозин, Евгения Крюкова, Станислав Бондаренко, Юрий Ерёмин, Бэно Аксёнов, Василий Домрачёв, Маргарита Медикова и многие другие.
В 1973 году он был приглашён в качестве режиссёра в Театр им. Моссовета; в 1985 году стал его главным режиссёром, а в 2000 году — художественным руководителем.
Всего поставил более 140 спектаклей. Одной из ключевых его постановок считается рок-опера «Иисус Христос — суперзвезда» (1990).
Скончался Павел Хомский 6 сентября 2016 года в Москве на 92-м году жизни. Церемония прощания и похороны прошли 9 сентября 2016 года, погребён на Введенском кладбище в могиле родителей (7-й уч.).

## Творчество

### Постановки вРижском ТЮЗе
- 1952 — «Женитьба» Николая Гоголя
- 1952 — «Дорога свободы» Говарда Фаста
- 1953 — «Скупой» Мольера
- 1953 — «Как закалялась сталь» Николая Островского
- 1954 — «Крошка Доррит» Александры Бруштейн по роману Чарльза Диккенса
- 1954 — «У опасной черты» Валентины Любимовой
- 1955 — «Три толстяка» Юрия Олеши
- 1955 — «Ученик дьявола» Бернард Шоу
- 1955 — «В добрый час!» Виктора Розова
- 1955 — «Ромео и Джульетта» Шекспира
- 1956 — «Мёртвые души» Николая Гоголя
- 1957 — «Юность отцов» Бориса Горбатова
- 1957 — «Эмиль и берлинские мальчишки» Эриха Кестнера
- 1957 — «В поисках радости» Виктора Розова
- 1958 — «Я тебя найду» Е. Успенской и Л.Ошанина
- 1958 — «Отверженные» Виктора Гюго
- 1958 — «Новый костюм» М. Львовского
- 1958 — «Подмосковные вечера» Авенира Зака и Исая Кузнецова
- 1959 — «Чёртова мельница» Исидора Штока по пьесе Яна Дрды
- 1960 — «Дневник Анны Франк» Ф. Гудрича и А. Хакета

#### Ленинградский государственный театр имени Ленинского комсомола(1961—1965 гг.)
- 1959 — «Два цвета» А. Зака и И. Кузнецова
- 1961 — «Проводы белых ночей» В. Пановой
- 1961 — «Один год» Ю. Германа
- 1962 — «Перед ужином» В. Розова
- 1962 — «В дороге» В. Розова
- «Два вечера в мае» Г. Полонского
- 1964 — «Сирано де Бержерак» Э. Ростана

### Постановки в Московском ТЮЗе
- 1965 — «Будьте готовы, Ваше высочество!» Л. Кассиля, П. О. Хомского
- 1965 — «Тебе посвящается» М. Бременера
- 1966 — «За тюремной стеной» Ю. Германа
- 1966 — «Варшавский набат» В. Коростылёва
- 1967 — «Звезда» М. Г. Львовского по мотивам повести Э. Г. Казакевича
- 1967 — «Мужчина семнадцати лет» И. Дворецкого
- 1967 — «Убить пересмешника» В. П. Тура по роману Харпер Ли
- 1968 — «Мой брат играет на кларнете» А. Алексина (первый детский мюзикл на советской сцене)
- 1968 — «Синее море, белый пароход» Г. Н. Машкина
- 1969 — «Наташа» М. Берестинского
- 1969 — «Тень» Е. Шварца
- 1969 — «Том Кенти» С. Михалкова
- 1970 — «Грозовой год» А. Каплера
- 1970 — «Под каштанами Праги» К. Симонова
- 1971 — «Как дела, молодой человек?» Ш. Тота
- 1971 — «Дорогой мальчик» С. Михалкова
- 1972 — «Побег в Гренаду» Г. Полонского
- 1985 — «Пять вечеров» А. Володина
- «Эй, ты — здравствуй!» Г. Мамлина
- «Шестое июля» М. Шатрова

### Постановки вЦентральном детском театре
- 1974 — «Молодая гвардия» А. Фадеева (пьеса А. Алексина), худ.: Э. Стенберг, (премьера — 19 апреля 1974)
- 1975 — «Альпийская баллада» В. Быкова (пьеса П. Хомского), худ.: Э. Змойро, (премьера — 10 мая 1975)

### Постановки втеатре им. Моссовета
- 1974 — «Бабье лето» З. В. Чернышовой
- 1975 — «Возможны варианты» В. Азерникова
- 1976 — «День приезда — день отъезда» В. К. Черныха (совм. с Ю. Завадским)
- 1976 — «На полпути к вершине» П. Устинова
- 1977 — «Успех» Е. А. Григорьева, О. А. Никича
- 1977 — «Царствие земное» Т. Уильямса
- 1978 — «Превышение власти» В. К. Черных
- 1979 — «Братья Карамазовы», по роману Ф. М. Достоевского
- 1980 — «Чёрный гардемарин» А. П. Штейна
- 1982 — «Комната» Э. В. Брагинского
- 1982 — «Егор Булычов и другие» М.Горького
- 1983 — «Суд над судьями» Э. Манна
- 1985 — "Операция «С Новым годом!» Ю.Германа, А. Германа, П. Хомского
- 1985 — «Проходная» С. Коковкина
- 1986 — «Цитата» Л. Г. Зорина
- 1987 — «Завтрак с неизвестными» В. Дозорцева
- 1988 — «Торможение в небесах» Р. Солнцева
- 1989 — «Максим в конце тысячелетия» Леонида Зорина
- 1990 — «Иисус Христос — суперзвезда», по мотивам рок-оперы Э. Л. Уэббера и Т. Райса
- 1991 — «Кин, или Гений и беспутство» А. Дюма, Ж.-П. Сартра
- 1992 — «Как важно быть серьёзным» Оскара Уайльда
- 1993 — «Белая гвардия» М. А. Булгакова, композитор Марк Минков
- 1994 — «Ошибки одной ночи» О. Голдсмита[9]
- 1995 — «Фома Опискин», по повести Ф. М. Достоевского «Село Степанчиково и его обитатели»
- 1995 — «Школа неплательщиков» Л. Вернейля, Ж. Берра
- 1996 — «Кубик для Президента» В. Подлубного
- 1996 — «Игра» Я Кеслера, А. Чевского (совм. с А. Яцко)
- 1998 — «Скандал? Скандал…Скандал!» («Школа злословия») Р. Шеридана
- 1998 — «Утешитель вдов» Д. Маротта, Б. Рандоне
- 1999 — «Куколка» Т. Уильямса (Baby Doll)
- 2000 — «Мамаша Кураж и её дети» Бертольда Брехта
- 2001 — «Ученик дьявола» Бернарда Шоу
- 2001 — «Сирано де Бержерак» Эдмона Ростана[10]
- 2003 — «Король Лир» Шекспира[11]
- 2003 — «Роковая опечатка» Леонида Зорина (совм. с С. Виноградовым)
- 2005 — «Странная история доктора Джекила и мистера Хайда» Р. Л. Стивенсона
- 2006 — «Мораль пани Дульской» Габриели Запольской[12]
- 2008 — «Шум за сценой», по пьесе М. Фрейна, в переводе и литературной редакции М. М. Рощина (реж. А. С. Леньков) — руководитель постановки
- 2008 — «Белая гвардия» М. А. Булгакова[13]
- 2011 — «Свадьба Кречинского» А. В. Сухово-Кобылина.
- 2013 — «Опасные связи» — по мотивам одноимённого романа Шодерло де Лакло.
- 2014 — «Римская комедия (Дион)» Леонида Зорина
- 2016 — «Энергичные люди» Василия Шукшина

### Фильмы и телевизионные спектакли
- 1969 — «Баллада о Сирано» по Э. Ростану (телеспектакль, совместно с Юлианом Паничем)
- 1972 — Сестра музыканта (фильм, совместно с И. Хомским)

## Награды и звания
- Заслуженный артист Латвийской ССР (1958 год)
- Заслуженный деятель искусств РСФСР (31 июля 1970 года)
- Народный артист РСФСР (16 октября 1980 года)
- Орден Дружбы народов
- Орден Почёта (15 августа 1998 года) — за многолетнюю плодотворную деятельность в области театрального искусства[14]
- Орден «За заслуги перед Отечеством» IV степени (19 июля 2004 года) — за большой вклад в развитие театрального искусства[15]
- Фильм «Сестра музыканта» (1972), поставленный Павлом Хомским совместно с братом — кинорежиссёром Исидором Хомским — на киностудии «Мосфильм», получил приз за режиссуру на кинофестивале в Карловых Варах (Чехословакия)[6]
- Знак отличия «За безупречную службу городу Москве» XXX лет (16 марта 2005 года) — за многолетнюю плодотворную деятельность на благо столицы и её жителей[16]
- Почётная грамота Президента Российской Федерации (18 ноября 2010 года) — за заслуги в области культуры и многолетнюю плодотворную работу[17]
- Благодарность Президента Российской Федерации (1 апреля 2005 года) — за большой вклад в развитие театрального искусства и многолетнюю творческую деятельность[18]
- Почётная грамота Правительства Москвы
- Высшая российская общественная награда — знак ордена Св. Александра Невского «За труды и Отечество»
- Почётный гражданин Республики Калмыкия (30 марта 2005 года)[19]